# Relazioni bilaterali tra Israele e Turchia
Le relazioni bilaterali tra lo Stato di Israele e la Repubblica di Turchia trattano dei rapporti politico-economici tra le due nazioni prese in esame; esse sono state ufficialmente formalizzate a partire dal marzo del 1949, quando proprio la Turchia fu il primo paese a maggioranza musulmano a riconoscere la legittimità dell'esistenza della nuova entità geopolitica. Entrambi hanno dato molto presto un'alta priorità alla cooperazione militare, strategica e diplomatica, pur condividendo le serie preoccupazioni riguardo alle ripetute instabilità regionali in Medio Oriente.
Secondo un rapporto stilato da The New York Times datato 1999 il partenariato strategico esistente tra i due paesi aveva il potenziale necessario per alterare in una maniera decisiva l'intera politica mediorientale: il commercio ed il turismo reciproco allora si trovavano in una fase di crescita sostenuta, con la Heyl Ha'Avir che praticava manovre entro lo spazio aereo turco, mentre i tecnici israeliani operavano la modernizzazione degli aerei a reazione da combattimento del vicino. Esistevano inoltre anche piani per avviare una cooperazione nel campo dell'alta tecnologia e per la condivisione delle risorse idriche.
Questo stato di cose ha subito un rallentamento nel corso del mandato di Recep Tayyip Erdoğan, sebbene questi avesse già compiuto una visita ufficiale nel 2005 nella sua qualità di Primo ministro della Turchia ed almeno inizialmente avesse mantenuto normali relazioni d'affari; la sua retorica - percepita come anti-israeliana - e gli sforzi compiuti per guidare un ruolo specifico nel conflitto israelo-palestinese hanno simboleggiato uno spostamento intenzionale degli interessi turchi nella regione contesa ed il riallineamento dalla posizione improntata al laicismo ad una più filo-islamismo. Il deterioramento si è verificato in particolare subito dopo l'Operazione Piombo fuso del 2008-09 e l'Incidente della Freedom Flotilla del 2010; nel marzo del 2013 Israele ha porto le proprie scuse, aprendo così la strada verso la ri-normalizzazione relazionale.

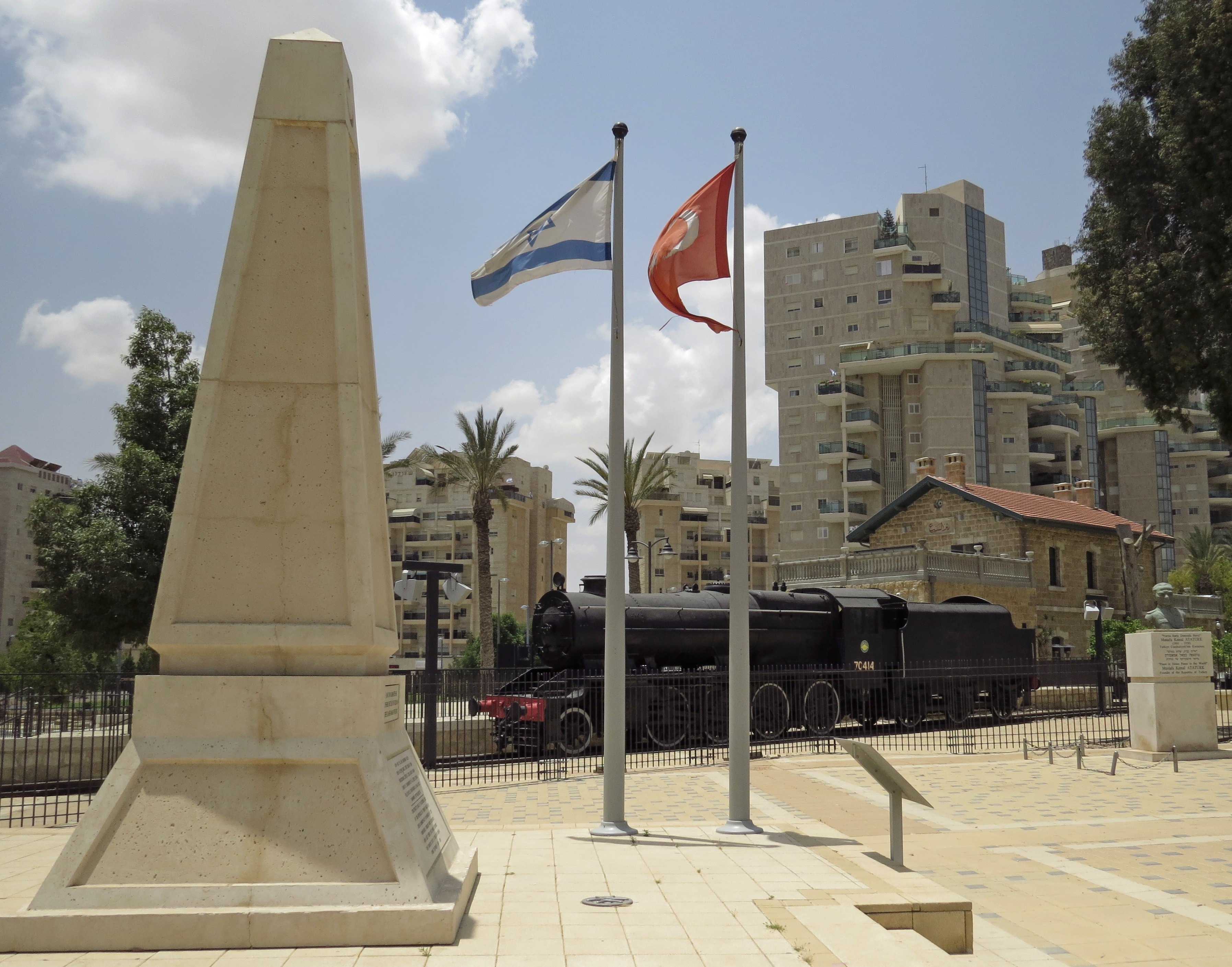
Memoriale dedicato ai soldati turchi caduti nella prima guerra mondiale e busto dedicato a Mustafa Kemal Atatürk a stazione ferroviaria turca, Be'er Sheva.

Tuttavia nonostante la mediazione degli Stati Uniti d'America, non sono stai compiuti significativi progressi in tal senso fino a tutto il 2013. Con l'esplosione dello scandalo conclusivo, il presunto coinvolgimento turco nell'esposizione degli agenti speciali israeliani presenti in Iran nell'ottobre di quello stesso anno, i rapporti bilaterali hanno toccato un ulteriore minimo storico.
Solamente a partire dal dicembre del 2015 si è iniziato a negoziare il ripristino delle relazioni diplomatiche organizzando un meeting tenuto segreto a seguito dell'Abbattimento del Su-24 russo del 2015 e dell'immediatamente successiva crisi con la Russia e il conseguente crescente isolamento turco.
I due paesi hanno infine raggiunto un accordo il 27 giugno del 2016 per riavviare il processo di normalizzazione dei legami geopolitici e strategici tra le rispettive leadership. Nel dicembre del 2017 il divenuto presidente della Turchia Erdoğan ha minacciato d'interrompere ancora una volta i legami reciproci se la presidenza di Donald Trump avesse riconosciuto Gerusalemme come unica e sola capitale d'Israele; essa non ha comunque avuto alcun seguito effettivo di natura negativa.

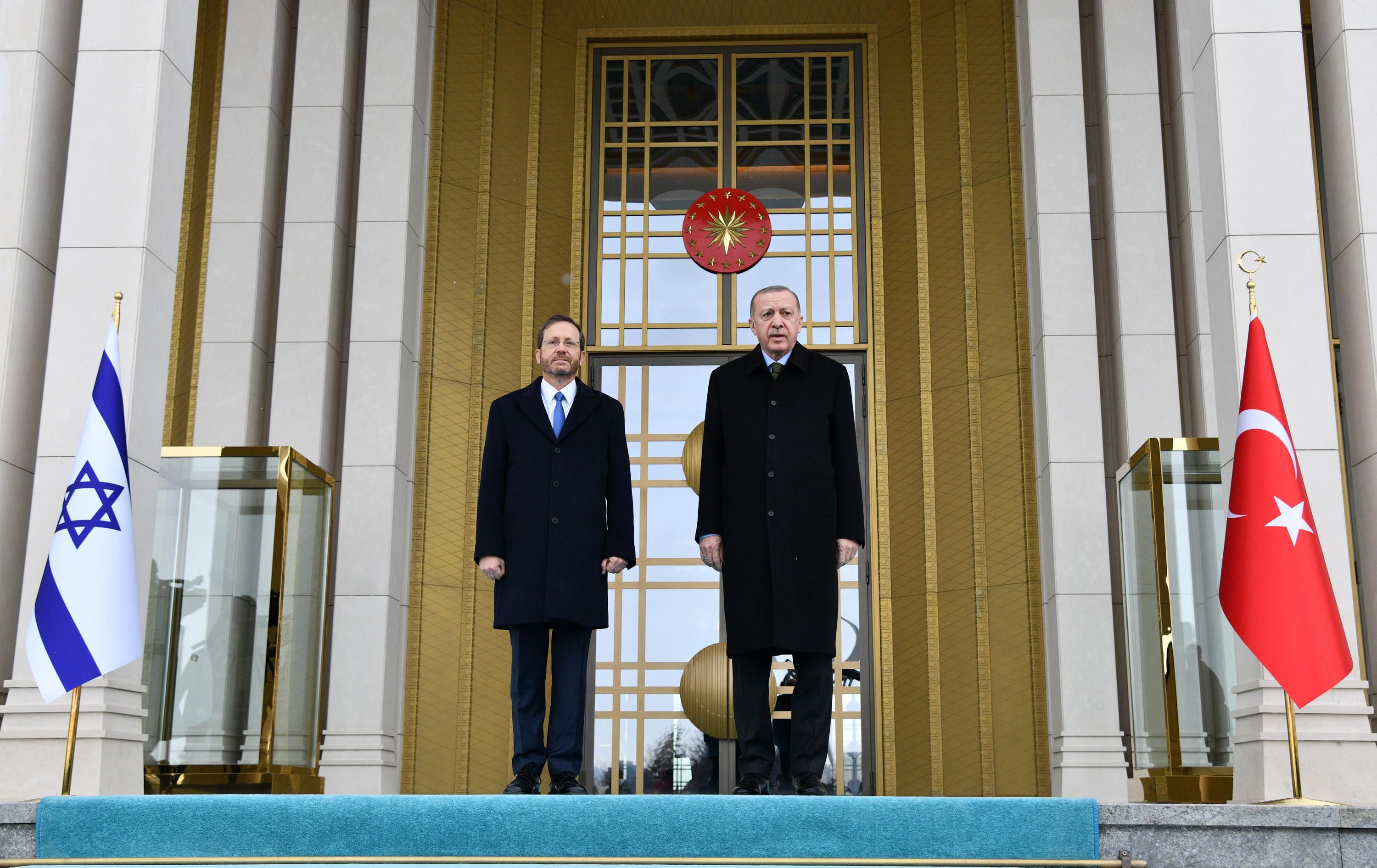
Il presidente Isaac Herzog in visita di Stato in Turchia con Recep Tayyip Erdoğan, marzo 2022.

## Diplomazia

### Contatti iniziali

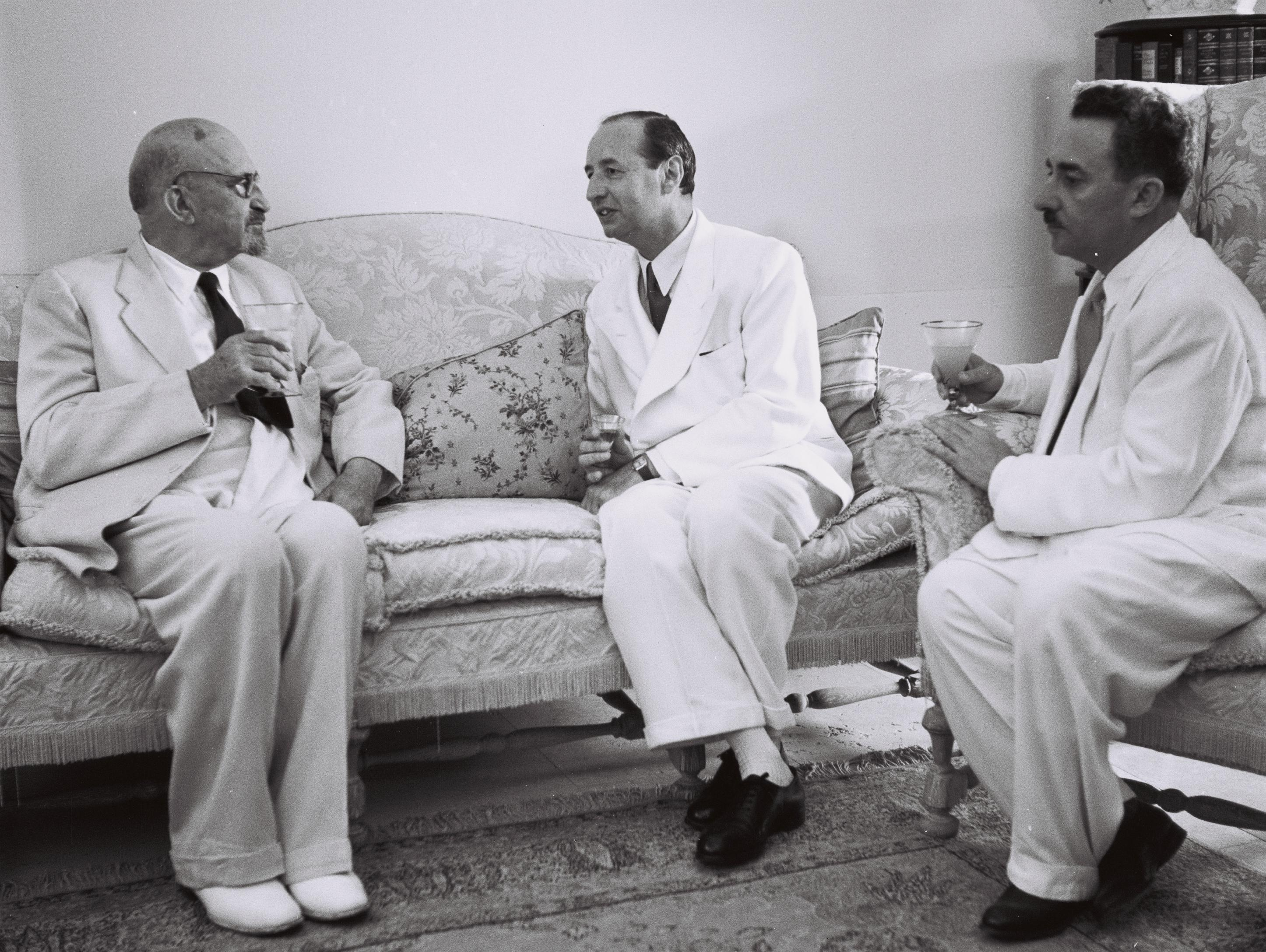
Il presidente di Israele Chaim Weizmann con il 1° ambasciatore turco Seyfullah Esin e il ministro degli esteri Moshe Sharett nel 1950.

Sebbene avesse votato contro il Piano di partizione della Palestina promosso dall'Organizzazione delle Nazioni Unite la Turchia riconobbe lo Stato di Israele già nel 1949; la prima missione diplomatica inviatagli fu una legazione la quale venne ufficialmente inaugurata il 7 gennaio del 1950 quando il primo capo della missione turca - Seyfullah Esin - presentò le proprie credenziali al primo Presidente di Israele Chaim Weizmann. A seguito della crisi di Suez scoppiata alla fine di novembre del 1956 essa venne retrocessa al livello d'incaricato d'affari.
Nel 1958 il Primo ministro di Israele David Ben Gurion e la sua controparte turca Adnan Menderes s'incontrarono segretamente per discutere un "patto d'alleanza periferico" il quale avrebbe incluso campagne di pubbliche relazioni, scambio d'informazioni d'intelligence oltre che di sostegno militare.

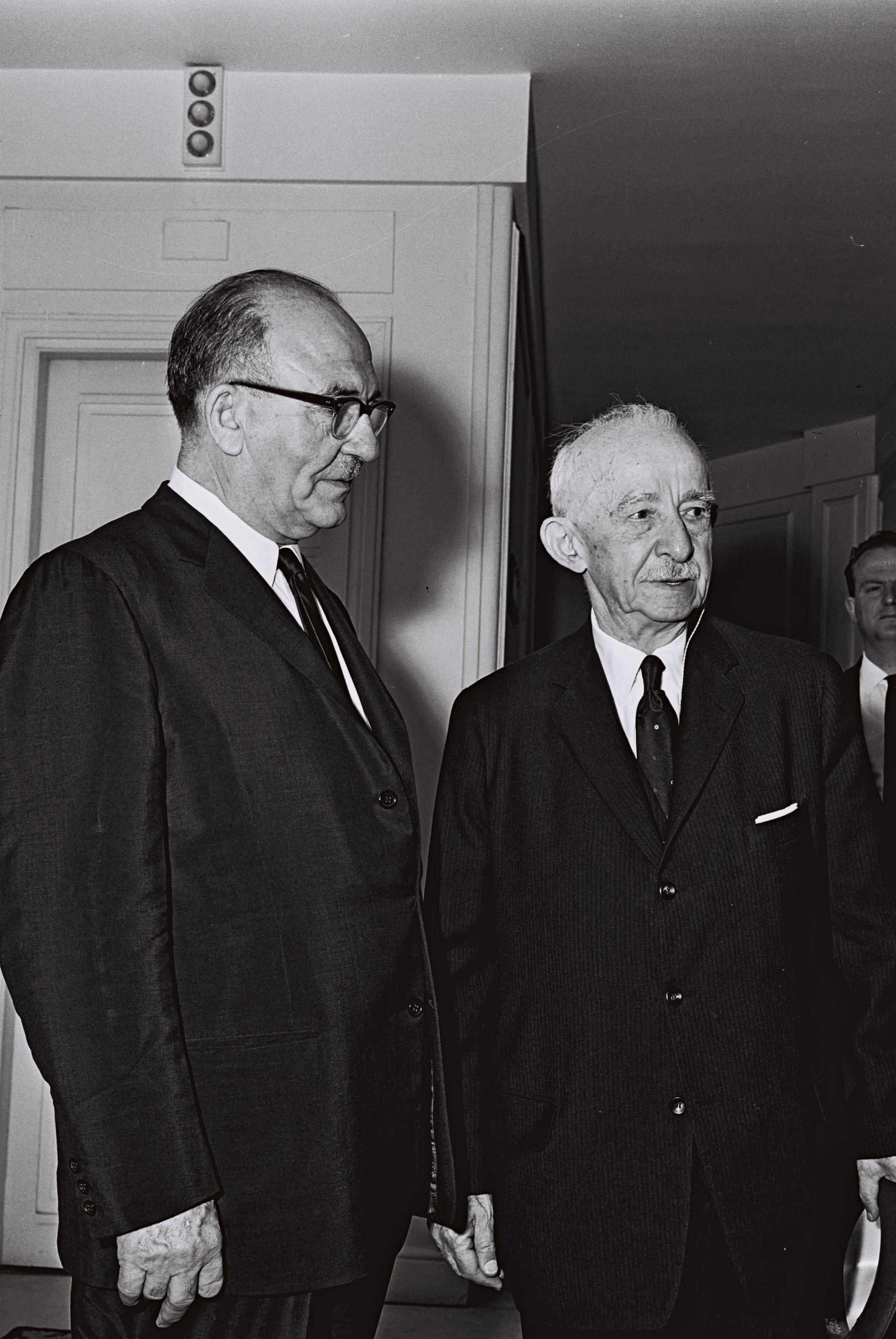
Levi Eshkol e İsmet İnönü nel 1964.

Nel 1967 la Turchia si unì alla condanna proveniente dal mondo arabo dopo la guerra dei sei giorni e richiese l'immediato ritiro israeliano dal territorio occupato, ma pose la propria astensione dal votare a favore di una clausola che si riferiva allo Stato ebraico come "aggressore". In una riunione dell'Organizzazione della cooperazione islamica svoltasi a Rabat la Turchia si oppose ad una risoluzione che chiedeva d'interrompere i rapporti diplomatici con Israele.
A seguito degli sviluppi positivi sopravvenuti la missione turca a Tel Aviv venne riallacciata a livello di "legazione" nel luglio del 1963 ed ulteriormente aggiornata a livello di ambasciata a partire dal gennaio del 1980. Dopo l'annessione di Gerusalemme Est e l'enunciazione dell'intera città come "capitale eterna", la rappresentazione è stata relegata al livello di "secondo segretario" il 30 novembre successivo.

### Anni 1990
L'atmosfera positiva del processo di pace israelo-palestinese nei primi anni 1990 ha permesso di riportare le relazioni diplomatiche ancora una volta al più alto livello, tanto che un ambasciatore turco ha presentato le sue credenziali davanti a Chaim Herzog il 23 marzo del 1992 a Tel Aviv.
Israele ha quindi mantenuto due missioni in terra turca; la sua ambasciata si trova ad Ankara, mentre il consolato generale ha la propria sede nella maggiore città del paese, Istanbul. Fino al declassamento delle relazioni della seconda metà degli anni 2000 l'ambasciatore era Gabby Levy ed il console Mordechai Amihai. Questa duplice rappresentanza è la responsabili degli affari consolari israeliani per la Regione di Marmara, la Regione dell'Egeo, la Tracia orientale e la parte occidentale turca della Regione del Mar Nero.

### Dopo l'ascesa dell'AKP

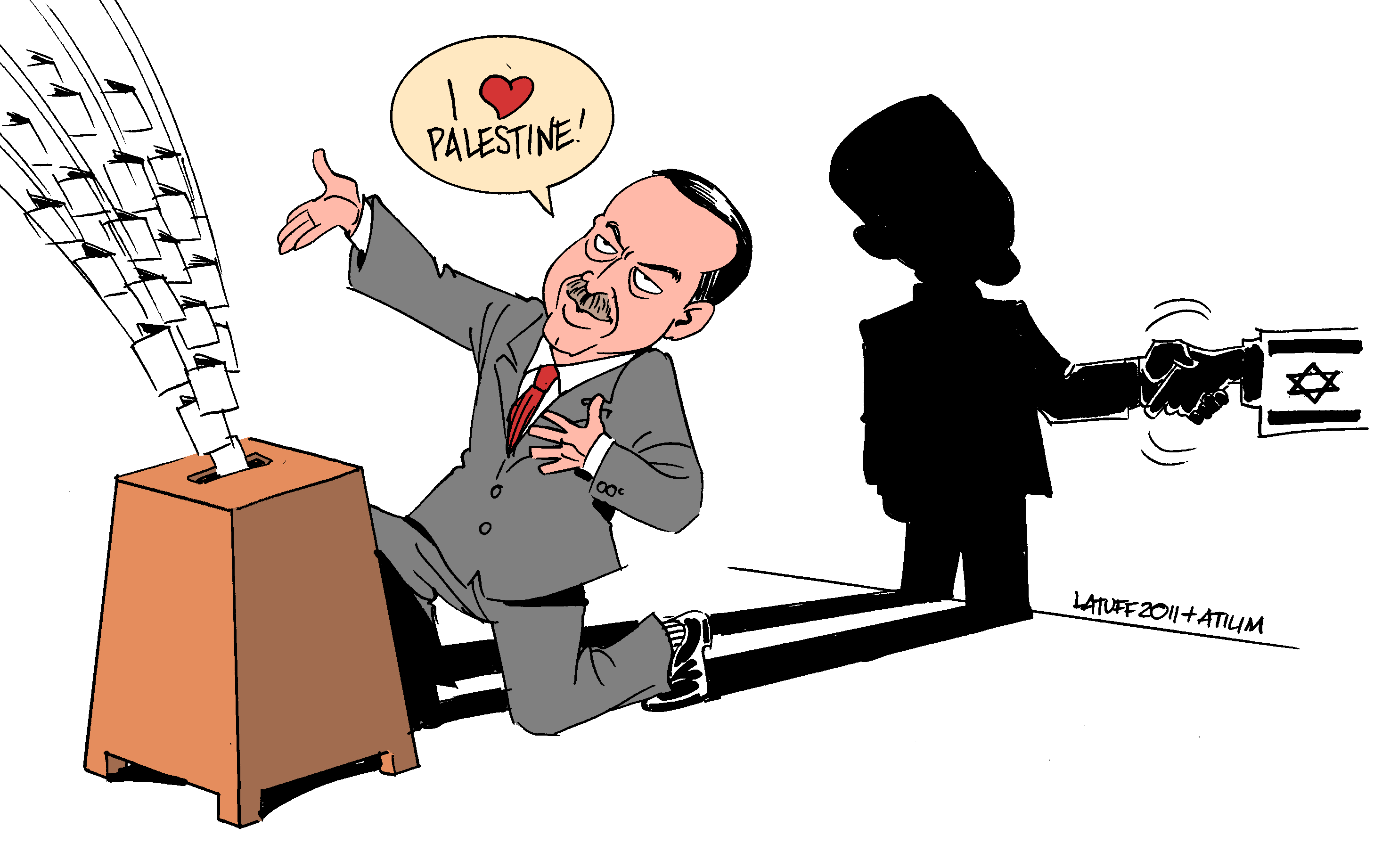
La caricatura di Carlos Latuff sulla politica di Israele e Palestina di Erdoğan.

Nelle Elezioni parlamentari in Turchia del 2002 il Partito della Giustizia e dello Sviluppo (noto anche come AKP) è riuscito a realizzare una vittoria schiacciante con più del 34% dei voti totali.
Il neo-Primo ministro della Turchia Recep Tayyip Erdoğan ha visitato Israele nel 2005 offrendosi come mediatore di pace in Medio Oriente e cercando inoltre di costruire legami commerciali e finanche militari; egli ha condotto con sé un folto gruppo di uomini d'affari nel suo viaggio di 2 giorni, che comprendeva colloqui con il rispettivo premier Ariel Sharon ed il Presidente di Israele Moshe Katsav. Infine Erdoğan ha anche deposto una corona di fiori al memoriale della Shoah Yad Vashem.
Il leader turco ha riferito che il suo partito politico considerava l'antisemitismo alla stregua di un crimine contro l'umanità; ha aggiunto anche che le ambizioni nucleari iraniane rappresentavano una minaccia non solo per Israele, bensì per il mondo intero. All'inizio del 2006 il Ministero degli affari esteri è giunto a descrivere i reciproci rapporti con la qualifica di "perfetti".
Una joint venture israelo-palestinese è stato pertanto sviluppato sotto l'egida turca per la costruzione ed attivazione di un grande parco industriale. Il Capo di Stato Shimon Peres e il presidente dell'Autorità Nazionale Palestinese Mahmūd Abbās sono stati invitati a parlare davanti alla Grande Assemblea Nazionale Turca ad un giorno di distanza l'uno dall'altro. Peres ha descritto la Turchia come un "importante giocatore in Medio Oriente in relazione a Stati Uniti, Siria e palestinesi, oltre che a noi". Secondo un report pubblicato su The Jerusalem Post una portavoce del ministero degli Esteri siriano ha detto che la Turchia stava fungendo da "canale di comunicazione" nelle relazioni bilaterali tra Israele e Siria.
Durante una successiva visita di tre giorni ad Ankara, nel novembre del 2007, S. Peres ha avuto l'occasione di incontrare il presidente della Turchia Abdullah Gül e si è rivolto ancora una volta all'Assemblea riunita del parlamento; Gül ha quindi promesso di aiutare la liberazione di tre soldati israeliani rapiti: Gilad Shalit, Ehud Goldwasser e Eldad Regev.

### Deterioramento delle relazioni
La condanna emessa dal governo della Turchia nei riguardi del conflitto tra Israele e striscia di Gaza nel corso del biennio 2008-09 ha messo a dura prova le relazioni reciproche; nel dicembre del 1987 la Turchia aveva già dichiarato il proprio sostegno al diritto all'autodeterminazione dei palestinesi.
Nel 2004 aveva poi denunciato l'assassinio dello sceicco Ahmed Yassin da parte del servizio segreto; ha descritto la politica adottata come un tipo di "terrorismo sponsorizzato dallo Stato". Vi sono state svariate manifestazioni in tutto il territorio nazionale contro le azioni israeliane a Gaza.
Il 5 marzo del 2009 il quotidiano Haaretz ha riferito che "si erano tenuti colloqui segreti di riconciliazione al più alto livello" per riportare nella giusta carreggiata le relazioni israelo-turche; questo stesso rapporto è stato citato poi anche dalla stampa turca.
L'11 ottobre del 2009 un ampio esercizio aereo militare congiunto venne a comprendere le forze turche, israeliane, statunitensi e italiane; tuttavia la Türk Hava Kuvvetleri escluse la Heyl Ha'Avir dall'esercitazione compiuta nell'Anatolia. Subito dopo, in seguito alla messa al bando della partecipazione israeliana all'esercitazione, il primo ministro di Israele Benjamin Netanyahu ha obiettato al ruolo assunto dalla Turchia come mediatore affermando che "non può essere [un] intermediario onesto" tra la Siria e Israele.
Erdoğan aveva già criticato duramente la condotta di Israele a Gaza alla conferenza del Forum economico mondiale tenutosi a Davos nel gennaio del 2009; dopo che il pubblico riunito ha applaudito Shimon Peres, Erdoğan ha detto: "Trovo molto triste che la gente applauda a ciò che hai detto, hai ucciso persone e penso che sia molto sbagliato". Il moderatore, l'editorialista di The Washington Post David Ignatius ha chiesto a Erdoğan di terminare, dicendo che le persone avevano bisogno di andare a cena. Erdoğan si è quindi lamentato del fatto che gli sono stati concessi solamente 12 minuti per parlare, mentre Peres ha parlato per una durata di 25 minuti. Infine ha abbandonato il palco.
Nell'ottobre del 2009 Ayrılık ("Ayrılık: Aşkta ve Savaşta Filistin" - Separation: Palestine at Love and War), un serial televisivo trasmesso in prima serata trasmesso sul canale di Stato TRT 1, presentava scene romanzate di soldati israeliani che sparavano ai bambini palestinesi e maltrattavano gli anziani arabi; il ministro degli Esteri israeliano Avigdor Lieberman ha criticato duramente il programma e rimproverato l'ambasciatore turco di fronte ai mass media riuniti. Successivamente ha dovuto scusarsi dopo che la Turchia ha minacciato di far ritirare l'ambasciatore.
Dopo che il leader di Hamas Khaled Mesh'al fece una visita ufficiale in Turchia le relazioni iniziarono a raffreddarsi. Nel gennaio del 2010 Israele ha protestato quando un episodio ("Ambush") della soap opera Valley of the Wolves (Kurtlar Vadisi) ha raffigurato l'intelligence israeliana che spiava in Turchia e sequestrava bambini turchi. La serie ha rappresentato un finto attacco del Mossad all'ambasciata turca a Tel Aviv in cui l'ambasciatore e la sua famiglia sono presi in ostaggio.
L'11 di gennaio il viceministro degli Esteri nonché agente diplomatico Danny Ayalon ha incontrato l'ambasciatore turco Ahmet Oğuz Çelikkol, seduto su uno sgabello più basso rispetto a quello della sua controparte; si presume che Ayalon si sia rivolto al suo aiutante ed abbia scherzato: "La cosa principale è che vedi che lui è seduto basso e che noi siamo in alto... che c'è una bandiera sul tavolo (la bandiera di Israele) e che non stiamo sorridendo".
Moshe Ya'alon, il ministro per gli affari strategici, ha accusato la Turchia di cooperare con Hamas e finanche con l'Iran; secondo Shin Bet Hamas ha istituito un posto di comando in Turchia e lo ha usato per reclutare agenti operativi e sorvegliare le operazioni in Medio Oriente. D. Ignatius ha riferito che nel 2012 la Turchia ha rivelato i nomi degli agenti del Mossad infiltratisi entro il territorio iraniano.

### Incidente della flottiglia di Gaza
Il 31 maggio del 2010 nove attivisti (otto cittadini turchi e un turco-statunitense con doppia cittadinanza) sono rimasti uccisi e molti altri feriti dalle truppe israeliane, tra cui anche sette soldati feriti sulla MV Mavi Marmara - parte della "Gaza Freedom Flotilla" - un convoglio navale composto da sei imbarcazioni che trasportavano 663 persone provenienti da 37 nazioni diverse, compresi gli attivisti pro-palestinesi.
In seguito al raid, che ha avuto luogo nel Mar Mediterraneo all'altezza delle acque internazionali, le tensioni tra i due paesi sono di colpo montate; una delle navi partecipanti stava inoltre battendo la bandiera della Turchia. Il primo ministro Erdoğan ha descritto l'episodio come "terrorismo di Stato". La Turchia ha richiamato il proprio ambasciatore e ha convocato quello israeliano per richiedere una completa spiegazione. Il ministero degli esteri turco ha dichiarato che l'incidente potrebbe portare a conseguenze irreparabili nelle relazioni bilaterali.
Il 2 settembre del 2011 la Turchia ha declassato i rapporti diplomatici con Israele e sospeso la cooperazione militare dopo che l'Organizzazione delle Nazioni Unite ha pubblicato il suo rapporto sul caso; una dichiarazione ufficiale dell'ufficio stampa del premierierato israeliano ha dichiarato: "Israele spera di trovare un modo per superare la disputa e continuerà a lavorare per raggiungere questo obiettivo".
La Turchia ha chiesto che le vengano porte le scuse oltre che il risarcimento per quanto accaduto a bordo della Mavi Marmara, in cui otto persone di cittadinanza turca e un americano di origine turca hanno perduto la vita quando la nave è stata presa d'assalto dai commando israeliani. Il governo di Israele si è però rifiutato di dare la dovuta soddisfazione.
Sempre entro il mese di settembre corrente la Turchia ha espulso l'ambasciatore israeliano, subito dopo che un rapporto delle Nazioni Unite ha rilevato che il blocco Gaza era legale secondo la legge internazionale, sebbene fosse stata usata una forza reputata eccessiva al momento dell'abbordaggio e dell'imbarco sulla nave. I funzionari israeliani hanno dichiarato che speravano di ripristinare i legami; ma hanno ribadito che non si sarebbero scusati. Hamas ha invece elogiato la decisione turca.
Kemal Kılıçdaroğlu, il leader dell'opposizione al governo di Ankara, ha però condannato la retrocessione nei rapporti con Israele, affermando che "non si può fare nulla di buono e non è affatto necessario per noi rischiare il nostro primario interesse con azioni reputate futili". Anche Faruk Logoglu, vicepresidente dell'opposizione nel Partito Popolare Repubblicano, ha criticato Erdoğan affermando che "la probabilità che il partito (di governo turco) abbia portato la Turchia sull'orlo di un conflitto all'arma bianca è triste e inaccettabile".
Alon Liel, l'ex ambasciatore israeliano in Turchia, ha dichiarato a sua volta che è altamente improbabile che le forze turche penetrino nelle acque israeliane, ma ha ipotizzato che il paese vicino potrebbe scegliere d'interrompere la futura esportazione di gas naturale israeliano a Cipro del Nord ed ha avvertito il rischio fattivo di una nuova alleanza turco-egiziana che potrebbe giungere ad isolare quasi del tutto Israele all'interno del Mediterraneo.
Il ministro della Difesa Ehud Barak ha predetto che la spaccatura sarebbe passata rimarginandosi in tempo. All'assemblea generale delle Nazioni Unite di quel settembre il presidente degli Stati Uniti d'America Barack Obama ha invitato Erdoğan di risolvere al più presto ed al meglio la crisi sopravvenuta.

### Ulteriori azioni turche (2012-13)
Il ministero degli Esteri turco Ahmet Davutoğlu alla fine del 2012 ha quindi invitato sia la comunità internazionale che le Nazioni Unite a prendere le necessarie iniziative e contromisure reputate più valide per fermare l'operazione militare israeliana a Gaza, descritta come un altro esempio delle politiche ostili adottate da Israele.
Egli vede in questo attacco un altro "crimine contro l'umanità" perpetrato dallo Stato ebraico; il primo ministro Erdogan ha pertanto accusato le Nazioni Unite il 19 novembre di non aver agito sui micidiali bombardamenti aerei scatenati contro la Striscia di Gaza, definendo Israele uno "Stato terroristico che massacra bambini innocenti".
La maggior parte del suo discorso pronunciato a Vienna il 1º marzo 2013 in un evento delle Nazioni Unite Erdoğan lo ha per lo più dedicato al dialogo tra Occidente e Islam, denigrando il crescente razzismo prosperante in Europa e sottolineando il fatto che molti musulmani i quali "vivono in paesi diversi dal loro proprio" sono molto spesso costretti a subire una dura discriminazione. Ha allora descritto il sionismo come "un crimine contro l'umanità" dicendo: "È necessario che dobbiamo considerare - proprio come il sionismo, o l'antisemitismo, o il fascismo - anche l'islamofobia".
In un'intervista trasmessa all'Euronews Shimon Peres ha sostenuto che le dichiarazioni di Erdoğan sono basate sull'ignoranza e non fanno altro che alimentare le fiamme dell'odio.
Il 20 di marzo il leader turco ha iniziato una visita ufficiale in Danimarca compiendo uno sforzo per chiarire le sue osservazioni fatte il 27 di febbraio precedente ad una conferenza dell'ONU a Vienna in riferimento al sionismo come crimine contro l'umanità: "Nessuno fraintende ciò che ho detto: tutti sanno che la mia critica si concentra su alcune questioni specifiche, in particolare contro le politiche israeliane a Gaza". Così si è espresso in un'intervista al quotidiano Politiken. Erdoğan sosteneva che i commenti di febbraio non erano antisemiti ma piuttosto una legittima critica alla politica estera dello Stato di Israele.

### 2018: Reazione alla decisione USA di trasferire la propria ambasciata a Gerusalemme
Nel maggio del 2018 sono scoppiati conflitti tra le Forze di difesa israeliane e i manifestanti palestinesi nella Striscia di Gaza in seguito all'annuncio della decisione presa dalla presidenza di Donald Trump di trasferire la propria ambasciata a Gerusalemme.
Il 14 di maggio Erdoğan ha accusato Israele di aver compiuto un "genocidio" dopo le morti palestinesi e ha rinnovato l'accusa di essere uno "Stato terrorista".. Il governo della Turchia ha anche proclamato un lutto nazionale di tre giorni per commemorare le vittime.
Il giorno seguente è stato espulso l'ambasciatore israeliano e ritirato il proprio da Tel Aviv come reazione di protesta contro l'uccisione dei palestinesi durante gli scontri avvenuti con le truppe; in risposta Israele ha espulso l'agente consolare turco da Gerusalemme. Inoltre il ministro dell'agricoltura Uri Ariel ha ordinato il congelamento dell'importazione di prodotti agricoli dalla Turchia.
Il primo ministro di Israele Benjamin Netanyahu ha scritto su Twitter: "Erdogan è tra i più grandi sostenitori di Hamas e non c'è dubbio che capisca molto bene cosa sono il terrorismo e la strage; suggerisco quindi che non ci predichi la moralità". Questi ha risposto che Israele è uno Stato fondato sull'apartheid che ha occupato le terre di un popolo indifeso per oltre 60 anni in aperta violazione delle risoluzioni delle Nazioni Unite e che Netanyahu ha il sangue dei palestinesi nelle sue mani e non può coprire questi crimini attaccando la Turchia.
Nel corso di una conferenza stampa congiunta con il primo ministro del Regno Unito Theresa May in seguito ad un incontro avvenuto a Londra Erdogan ha detto che la Turchia non accetterà mai Gerusalemme come capitale d'Israele; inoltre ha invitato la comunità internazionale e gli stessi USA ad "agire senza perdere più un minuto per fermare questa oppressione" vigente sullo Stato di Palestina.
Il giorno successivo ha twittato ribattendo a Netanyahu che Hamas non è un'organizzazione terroristica bensì un movimento di resistenza il quale difende la patria palestinese contro una potenza occupante, aggiungendo che il mondo è solidale con il popolo della Palestina contro i suoi oppressori. Netanyahu ha risposto che "un uomo che manda migliaia di soldati turchi a occupare Cipro del Nord e che invade la Siria (l'Operazione militare turca nel distretto di Afrin) non ci potrà mai fare la predica quando noi ci difendiamo da una tentata infiltrazione di Hamas". Ed ha aggiunto che "un uomo le cui mani sono macchiate del sangue di innumerevoli cittadini curdi sia in Turchia che in Siria è l'ultimo fra tutti che può predicarci sull'etica del combattimento".
Ad una cena tenutasi nella capitale turca Erdogan ha detto che "se il silenzio sulla tirannia di Israele continua il mondo sarà rapidamente trascinato in un caos dove prevale il brigantaggio".
Il 17 di maggio il ministro degli Esteri turco Mevlüt Çavuşoğlu ha affermato che Israele dovrebbe essere trascinato alla Corte penale internazionale sotto l'accusa di aver compiuto un crimine contro l'umanità; ha anche aggiunto che la Turchia ha fornito tutta l'assistenza legale necessaria allo Stato palestinese a tal fine.
Il giorno 18 maggio i leader degli Stati membri dell'Organizzazione della cooperazione islamica si sono riuniti ad Istanbul per partecipare ad un vertice straordinario, indetto dalla stessa Turchia, per dimostrare la loro solidarietà al popolo di Palestina oltre che per denunciare il trasferimento dell'ambasciata statunitense a Gerusalemme e i ripetuti attacchi israeliani contro i palestinesi.
Allo stesso tempo in migliaia si sono radunati nel quartiere fieristico portuale di "Yenikapı" in una manifestazione di solidarietà nei confronti dei palestinesi; tra di essi vi era anche il primo ministro Binali Yıldırım, il leader del partito del Movimento Nazionalista Devlet Bahçeli e quello del partito della Grande Unione Mustafa Destici. Sempre in quella giornata due giornalisti israeliani dell'emittente Hadashot sono stati fermati mentre intervistavano i locali sulla piazza Taksim circa le loro opinioni riguardo agli incidenti avvenuti a Gaza.
Il principale candidato alla presidenza del "Partito popolare repubblicano" dell'opposizione, Muharrem İnce, ha dichiarato che il governo dovrebbe intraprendere azioni solide contro Israele piuttosto che limitarsi a tenere delle tanto semplici quanto inefficaci manifestazioni di protesta.
Il 19 di maggio la Turchia ha lanciato una grande campagna di aiuti per la Palestina. Parlando ad una conferenza stampa per il suo avvio ed intitolata "Be the hope for Palestine" il vicepremier Recep Akdağ ha invitato i turchi a partecipare alla campagna di aiuti nazionali donando tramite conto corrente bancario o inviando un messaggio di testo. Ha quindi dichiarato che l'Autorità turca per la gestione delle calamità e dell'emergenza e l'Organizzazione mondiale della sanità collaboreranno a un progetto per inviare prontamente aiuti medici alla città di Gaza.

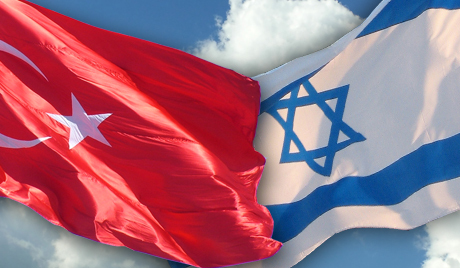
La bandiera della Turchia intrecciata alla bandiera di Israele.